# Chiesa di San Tommaso (Bergamo)
La chiesa di San Tommaso è un ex luogo di culto cattolico di Bergamo, situato nella parte bassa cittadina in borgo Santa Caterina distrutta nel 1865. Nella località fu ricostruita una nuova chiesa dedicata sempre al santo nel XX secolo.

## Storia e descrizione
Un piccolo oratorio era posto su quella che è la piazzetta di fronte all'Accademia Carrara, venne citato da Gerolamo Marenzi nella Guida di Bergamo come edificato nel 904 dalla confraternita dei Disciplini detti alla Gallinazza, nome della località. Non è possibile stabilire da quale fonte sia stata presa questa informazione, i documenti relativi alla confraternita la citano già precedente al 1330. La chiesa pur essendo vicina alla chiesa alessandrina di via Pignolo era sussidiaria a quella di Santa Caterina.
La concessione di una speciale indulgenza venne rilasciata dal vescovo di Bergamo Lanfranco de Saliverti datata 1363 a chi si prodigasse per la costruzione di una chiesa con ospedale. Nel 1457 questo fu unito a quello maggiore di San Marco, anche se la presenza di un luogo di degenza ospedaliero, forse solo come ricovero intitolato al santo apostolo, è riportata su lasciti testamentari e donazione risalenti fino al 1507, forse solo come ricovero per le donne in grave stato di indigenza. Il testo di Giovanni Da Lezze scrive infatti che l'ospedale gestito dalla congregazione dei disciplini ma che ospitava sei donne e a che loro veniva offerto solo l'olio per le lampade e la legna per i camini. Medesima descrizione ne fa Giovanni Maironi da Ponte che cita la presenza di sei donne inferme alloggiate in una piccola stanza e che vivevano di carità.
La confraternita gestiva i beni della chiesa e nel 1523 decise di fare lavori di ampliamento dell'edificio. Nel 1525 i lavori risulta fossero terminati con la nuova facciata rivolta sulla via. Una lapide fu posta a riconoscenza del benefattore Andrea Giovanni Vitalba che si adoperò per la sua costruzione. Ne fece una descrizione Donato Calvi: Assai longa ma stretta, con due altari, il Maggiore e uno laterale. La facciata aveva l'affresco di Gian Paolo Cavagna del 1611 raffigurante Cristo con il santo Tommaso poi perduto. La pala d'altare venne posta nella chiesa dell'Addolorata. Elia Fornoni dice che gli altari laterali erano due, uno intitolato a san Rocco, mentre l'altro conservava un crocifisso ligneo. La visita pastorale di san Carlo Borromeo confermerebbe questa descrizione.
L'altare maggiore in marmo fu costruito nel 1778 ad opera dei fratelli Giovanni e Mattero Faratta. Fu venduto al vescovo Alessandro Valsecchi. Vi era un dipinto sul coro di Gian Paolo Lolmo poi costo nella chiesa di Santa Caterina raffigurante Incredulità di san Tommaso. La chiesa conservava molti affreschi. Ne sono stati recuperati due, posti su tela con la tecnica dello strappo. Uno risalente al XV secolo raffigurante Ecce Homo e un Madonna in trono con quattro santi di autore ignoto.
La torre campanaria risalente al 1764 aveva tre campane poi vendute al parroco Agostino Spampati per la chiesa parrocchiale intitolata a San Giorgio di Ardesio.
Nel 1865 la chiesa, che era stata acquistata dal comune, venne soppressa e abbattuta con altri edifici perché si creasse la piazza avanti all'Accademia Carrara. Non fu certo una cosa facile, si oppose infatti il vescovo Pietro Luigi Speranza che chiese alla popolazione di fare ogni sforzo per impedire che venisse distrutta. Ma l'8 otto 1865 l'edificio fu demolito, i beni che vi erano furono in parte alienati e altri restarono di proprietà della congregazione. Rimangono a testimonianza i documenti conservati in archivio. Nonché alcune foto dell'epoca che testimoniano la facciata della chiesa con un portale centrale in pietra con arco spezzato. La parte superiore una grande finestra rettangolare atta a illuminare l'aula.